# Gagea rubicunda
Gagea rubicunda är en liljeväxtart som beskrevs av Karl Friedrich Meinshausen. Gagea rubicunda ingår i Vårlökssläktet och i familjen liljeväxter. Inga underarter finns listade.